# Pollicina (serie animata)
Pollicina (おやゆび姫物語?, Oyayubi hime monogatari, lett. "La storia della principessa Pollicina") è un anime giapponese del 1992 in 26 puntate prodotto da Enoki Films. 
La serie, liberamente tratta dalla fiaba di Mignolina di Hans Christian Andersen, è stata trasmessa per la prima volta dal canale TV Tokyo a partire dal 30 settembre 1992 al 31 marzo 1993, e in Italia da Italia 1 a partire dal 1996.

## Trama
Lisa è una bambina molto vivace. La madre, con l'aiuto della vecchia strega della città, cerca di calmare la vivacità della figlia leggendole la fiaba di "Pollicina". Dopo la lettura della fiaba, la madre si addormenta e Lisa si rimpicciolisce e viene trasportata nel mondo della fiaba. La bambina affronterà un lungo viaggio per riuscire a tornare a casa e tornare alla sua altezza originale, stringendo nuove amicizie e imparando sempre nuove lezioni, ma questo sarà solo l'inizio della sua avventura.

## Doppiaggio
| Personaggio   | Doppiatore originale | Doppiatore italiano  |
| ------------- | -------------------- | -------------------- |
| Lisa          | Mika Kanai           | Lara Parmiani        |
| Lollo         | Fushigi Yamada       | Veronica Pivetti     |
| Fata Fiorella |                      | Anna Maria Mantovani |
| Strega        | Yōko Asagami         | Caterina Rochira     |

## Sigle
Sigla iniziale originale
- Planetarium ni yōkoso (プラネタリウムにようこそ?, Puranetariumu ni yōkoso, lett. "Benvenuti al planetario")

Sigla finale originale
- Kuchibue no oka (口笛の丘? lett. "Il fischiettio delle colline")

Entrambe le sigle sono cantate da Yuki Matsuura.
Sigla iniziale e finale italiana
- Pollicina - testo di Alessandra Valeri Manera, musica di Silvio Amato, arrangiamento di Valeriano Chiaravalle, cantata da Cristina D'Avena